# Variance "The Torsten the Bareback Saint" remixes
Variance "The Torsten the Bareback Saint" remixes es el álbum de remezclas de Torsten the Bareback Saint la banda sonora del musical del mismo nombre, escrita por Barney Ashton-Bullock, con música de Christopher Frost y cantada íntegramente por Andy Bell, cantante de Erasure.

## Listado de canciones
| N.º | Título                                           | Duración |  |
| 1.  | «Weston-Super-Mare» (Radio Super mix)            |          |  |
| 2.  | «Weston-Super-Mare» (Extended version)           |          |  |
| 3.  | «Weston-Super-Mare» (Dancing with Ruby remix)    |          |  |
| 4.  | «Weston-Super-Mare» (Mooger remix)               |          |  |
| 5.  | «Weston-Super-Mare» (Industrial Soundscape mix)  |          |  |
| 6.  | «Bingo Hall Baby» (Electropop remake)            |          |  |
| 7.  | «I Don't Like» (Radio remix)                     |          |  |
| 8.  | «Fountain of Youth» (Radio remix)                |          |  |
| 9.  | «Tosten the Bareback Saint» (Promotional medley) |          |  |